# L'eterna Emmanuelle
L'eterna Emmanuelle  è un film TV del 1993 diretto da Francis Leroi e ispirato al personaggio creato da Emmanuelle Arsan.

## Trama
Durante un viaggio in aereo Emmanuelle incontra, dopo molti anni, il suo vecchio amico e maestro di vita Mario. Inizia così una lunga conversazione tra i due ed Emmanuelle racconta la sua incredibile storia di un magico profumo avuto in dono durante la sua permanenza in un monastero del Tibet. Questo profumo possiede la particolarità di trasmigrare la sua anima nel corpo di qualsiasi donna. Ricevuto questo dono, Emmanuelle utilizzerà questo potere per aiutare le donne in crisi che incontrerà nel suo cammino.